# Gdzie diabeł mówi dobranoc
Gdzie diabeł mówi dobranoc (oryg. Picket Fences) – amerykański serial telewizyjny opowiadający o rodzinie mieszkającej w fikcyjnym miasteczku Rome w stanie Wisconsin. W Polsce serial był pokazywany w stacjach TVP2, TV 4 (Polska) i Tele 5.

## Główne role
- Tom Skerritt jako szeryf Jimmy Brock
- Kathy Baker jako dr Jill Brock
- Holly Marie Combs jako Kimberly Brock
- Lauren Holly jako Maxine Stewart
- Costas Mandylor jako Kenny Lacos
- Justin Shenkarow jako Matthew Brock
- Adam Wylie jako Zack Brock
- Fyvush Finkel jako Douglas Wambaugh
- Amy Aquino jako dr. Joanna "Joey" Diamond
- Ray Walston jako sędzia Henry Bone
- Kelly Connell jako Carter Pike
- Zelda Rubinstein jako Ginny Weedon
- Don Cheadle jako prokurator okręgowy John Littleton
- Marlee Matlin jako Laurie Bey

W mniejszych rolach i epizodach wystąpili m.in. Sheila McCarthy, Adam Arkin, Gregory Itzin, Louise Fletcher, Stephen Tobolowsky, Mandy Patinkin, Kurtwood Smith, Megan Gallagher, James Cromwell, James Coburn, Héctor Elizondo, John de Lancie, Robert Joy, Louis Gossett Jr., James Earl Jones, Shane West, Michelle Pfeiffer.